# Fluiten
Fluiten kan betekenen:
- geluid produceren doordat lucht langs een opening of holte geblazen wordt;
- geluid produceren dat een tamelijk zuivere sinus is, en niet of geleidelijk verandert in toonhoogte en sterkte.

Fluiten kan een actieve handeling zijn (bijvoorbeeld het bedienen van een fluit, het fluiten met de mond zoals mensen en vogels doen, of het blazen over een flessenhals), maar ook een niet bewust proces (bijvoorbeeld het fluiten van een fluitketel of van de wind om een hoek van een gebouw).  Een voorbeeld van de tweede betekenis is het fluiten van een radio of ander elektronisch apparaat.
Als een fluitgeluid meerdere tonen bevat, zijn dit vaak zuivere harmonischen van elkaar.

## Familiefluitje
Een familiefluitje is een kenmerkende manier van fluiten die men bijvoorbeeld kan gebruiken om gezinsleden te laten weten dat het avondeten klaar staat, of elkaar in een drukte omgeving bij elkaar te roepen. Het is meestal een kort riedeltje, bestaande uit bijvoorbeeld 4 à 8 tonen. Het is ten minste in gebruik sinds de eerste helft van de 20ste eeuw, mogelijk daarvoor al. Met de komst van mobiele telefoons is het gebruik van familiefluitjes afgenomen.

## Fluittaal
In moeilijk begaanbare gebieden zijn fluittalen eeuwenlang toegepast als communicatiemiddel indien bijvoorbeeld een kloof of rivier direct contact moeilijk maakte. Een er van is het Silbo, dat door sommigen nog wordt gebruikt op het Spaanse eiland La Gomera.